# Œuvre poétique de Maya Angelou
L'écrivaine afro-américaine Maya Angelou, en plus de ses récits autobiographiques, est également reconnue pour sa poésie. Aux États-Unis, où ses poèmes sont qualifiés de « Anthems of African American »  (« Hymnes des Afro-Américains » en anglais), elle est surnommée « The Black woman's poet laureate » (« La poétesse officielle de la Femme noire »).
Bien que la majorité de ses lecteurs la considèrent en premier lieu comme une poétesse et ensuite comme une écrivaine autobiographique, ce sont ses œuvres en prose qui sont reconnues par la critique et ce même après la publication de plusieurs volumes de recueils de poésie qui ont connu un grand succès. Les critiques privilégient généralement ses récits autobiographiques, qu'ils considèrent comme plus importants que sa poésie. Ce manque de reconnaissance est généralement attribué au succès populaire rencontré par ses œuvres poétiques. De plus, les critiques privilégient plutôt la reconnaissance de la poésie sous forme écrite, au détriment de ses formes orales.

Maya Angelou étudie et écrit des poèmes dès son plus jeune âge. La poésie et la littérature lui permettent de se confronter à des traumatismes, comme elle le décrit dans sa première autobiographie, publiée en 1969, intitulée I Know Why the Caged Bird Sings et qui lui vaut une reconnaissance et une renommée internationales. Dans les années 1950, elle participe à la tournée européenne de Porgy and Bess et se produit dans des boîtes de nuit en chantant et dansant sur de la musique calypso. La plupart des chansons écrites au cours de cette période sont publiées ultérieurement dans ses recueils de poésie. Elle choisit finalement de privilégier sa carrière d'écrivaine et met un terme à ses activités de cabarettiste. 

Maya Angelou, récitant son poème On the Pulse of Morning, lors de l' investiture, en 1993, du président américain Bill Clinton

Au début de sa carrière d'écrivaine, elle alterne les publications poétiques et autobiographiques. En 1993, lors de la cérémonie d'investiture du président américain Bill Clinton, Maya Angelou déclame publiquement son poème On the Pulse of Morning.
La plupart de ses écrits explorent les thématiques qui lui sont chères, telles que l'amour, la douleur de la perte, la musique, les discriminations et le racisme, ainsi que la lutte politique. Difficilement classable, sa poésie est souvent comparée à de la musique, en particulier au blues. En effet, comme dans les textes liés à ce type de musique, Maya Angelou utilise le rire et la dérision pour faire face à la colère, la tristesse et la grande souffrance. Beaucoup de ses poèmes parlent d'amour, de relations amoureuses et des difficultés qui y sont liées. Si les métaphores contenues dans sa poésie servent de codage — voire de litotes significatives, comprises par les personnes afro-américaines — les thèmes et sujets qu'elle développe s'appliquent de façon universelle.
Maya Angelou utilise une langue vernaculaire afro-américaine — le langage de tous les jours — ainsi que la musique qui lui est liée, qu'elle allie à des techniques rhétoriques, telles que le langage choquant, le blasphème et les tabous traditionnels. Dans ses poèmes comme dans ses autobiographies, l'auteure ne parle pas uniquement pour elle-même, mais s'adresse à l'ensemble de ses semblables. Son langage poétique s'inscrit dans la lignée des procédés littéraire liés à la protestation pacifique et la survie, que l'on retrouve également dans ses autobiographies, et qui insufflent l'espoir à travers l'humour.

## Trajectoire liée à la poésie
Dès son jeune âge, Maya Angelou étudie la poésie et commence à en écrire, affirmant en être tombée amoureuse à Stamps, la petite ville de l'Arkansas où elle grandit. Ce lieu est mentionné dans sa première autobiographie, publiée en 1969 et titrée I Know Why the Caged Bird Sings (« Je sais pourquoi chante l'oiseau en cage » en anglais), dans laquelle elle révèle que le compagnon de sa mère l'a violée à l'âge de huit ans. Elle surmonte le traumatisme lié à cette agression sexuelle en mémorisant et récitant de grandes œuvres littéraires et poétiques, ce qui lui permet de sortir du mutisme qu'elle s'auto-impose. Selon la chercheuse américaine Yasmin Y. Degout, spécialiste en littérature afro-américaine, la sensibilité artistique de Maya Angelou est affectée par cette littérature et évolue lorsque l'auteure s'approprie « un discours libérateur, qui se développe par la suite à travers son propre canon poétique ».
Après avoir occupé divers emplois, elle rencontre un modeste succès en tant que chanteuse, danseuse et interprète. Durant les années 1950, elle est chanteuse de cabaret dans les boîtes de nuit de la région de San Francisco et Los Angeles. Entre 1954 et 1955, elle participe à la tournée européenne du spectacle Porgy and Bess. Née sous les noms de Marguerite Annie Johnson, elle apprécie, une fois jeune adulte, le surnom « Maya » que lui attribue son frère. Alors qu'elle se produit au Purple Onion de San Francisco, suivant les suggestions de ses admirateurs et managers, elle change de nom, passant de celui de Rita Johnson à Maya Angelou, pour se distinguer des autres danseuses de calypso. En 1957, Maya Angelou enregistre son premier album, titré Miss Calypso, au moment où cette musique est très populaire. Comme elle le décrit, en 1981, dans sa quatrième autobiographie intitulée The Heart of a Woman, elle renonce finalement à ses activités de cabarettiste, pour s'engager dans sa carrière d'écrivaine. Durant cette période, Maya Angelou enregistre deux albums de poésie et de chansons. Le premier en 1957, pour Liberty Records, et le second, intitulé The Poetry of Maya Angelou, pour GWP Records, en 1968, l'année précédant la parution de son livre I Know Why the Caged Bird Sings. Ces textes seront également incorporés dans ses recueil de poésie publiés ultérieurement.
Bien qu'elle se considère alors déjà comme poétesse, son éditeur Robert Loomis la met au défi de rédiger ce qui devient I Know Why the Caged Bird Sings, titre qui lui vaut une reconnaissance et une renommée internationales et ouvre la voie aux autobiographies qui suivront,,. Avec ce texte, elle devient l'une des premières femmes afro-américaines ayant pu parler publiquement de sa vie personnelle et étant reconnue, ainsi que respectée, en tant que porte-parole des Afro-Américains et des femmes,. Pour les critiques, elle devient "sans l'ombre d'un doute l'autobiographe noire la plus célèbre des États-Unis" et " une voix autobiographique majeure de son époque".
En 1988, Maya Angelou revient à la musique en co-écrivant une chanson avec Roberta Flack, intitulée And So It Goes et enregistrée sur l'album Oasis. Puis en 1996, elle collabore avec les artistes de RnB Ashford & Simpson, sur sept des onze pistes de leur album Been Found, dont trois se hissent rapidement dans le classement Bilboard. En 2007, aux côtés de l'artiste de jazz Wynton Marsalis, elle co-écrit la chanson Music, Deep Rivers in My Soul, qui retrace l'histoire de la musique afro-américaine. Maya Angelou écrit également plusieurs chansons de musique country, qu'elle apprécie beaucoup. I Hope You Dance, la chanson préférée de Maya Angelou, est interprétée par l'artiste country Lee Ann Womack en 2014, lors du service commémoratif qui marque la disparition de l'auteure. Been Found, la chanson titre de l'album d'Ashford & Simpson, est également jouée lors de cette cérémonie.
Dès la création de I Know Why the Caged Bird Sings, Maya Angelou met en place le même rituel d'écriture, qu'elle utilise ensuite durant de nombreuses années. Elle se réveille tôt le matin et se rend dans une chambre d'hôtel, où le personnel a reçu l'ordre de retirer toutes les images accrochées aux murs. Allongée sur un lit, avec une bouteille de Xérès, un jeu de cartes pour jouer au Solitaire, le Roget's Thesaurus et la Bible, elle écrit sur des blocs-notes, puis quitte la chambre en début d'après-midi. Après avoir rédigé en moyenne dix à douze pages, elle les réduit chaque soir à trois ou quatre pages. C'est ainsi qu'elle compose toutes ses œuvres, aussi bien en prose que poétique.

## Œuvre poétique

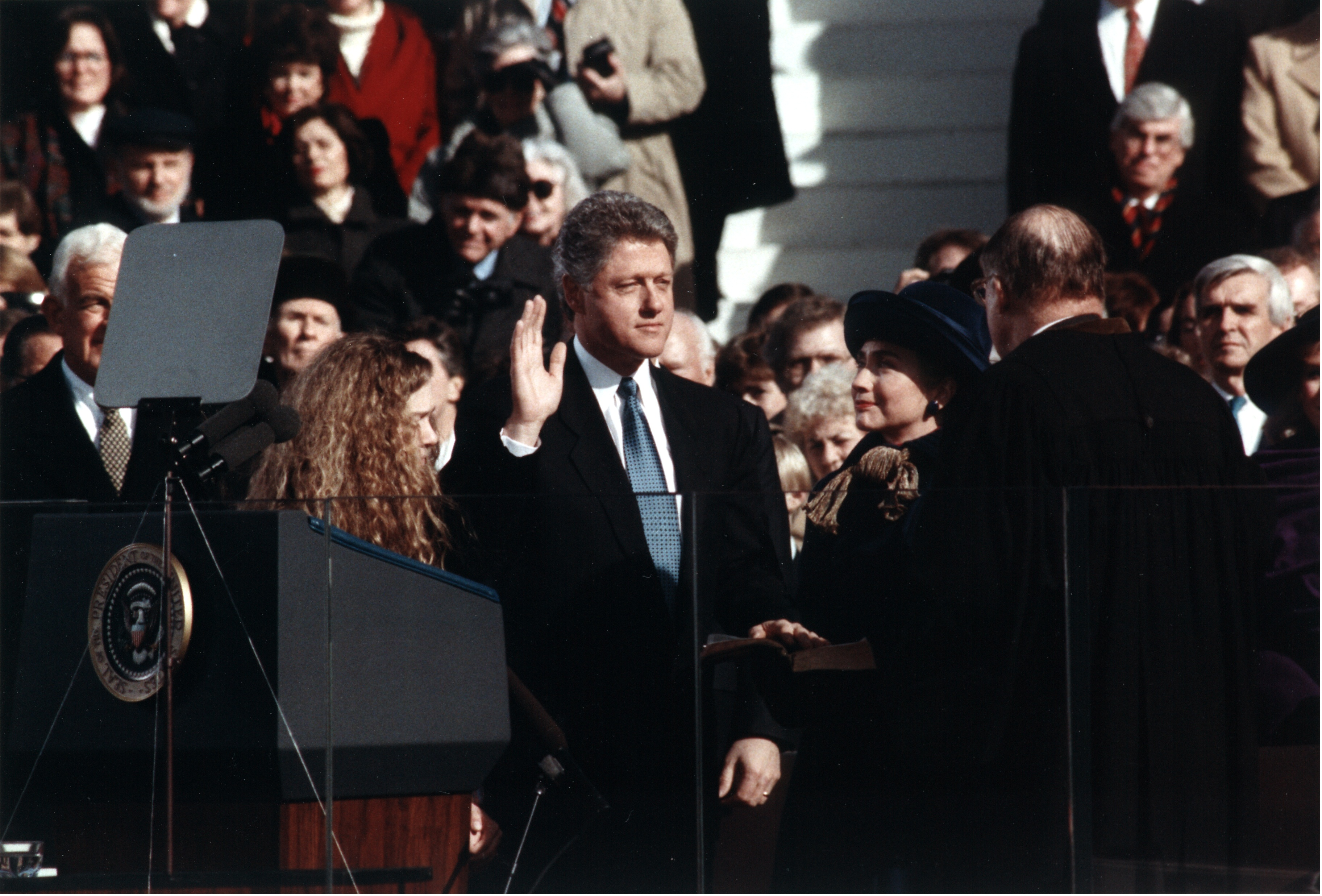
Le président Bill Clinton prêtant serment lors de son investiture

Maya Angelou publie plusieurs recueils poétiques, dont beaucoup sont des best-sellers. Au début de sa carrière d'écrivaine, elle alterne la publication d'autobiographies et de recueils de poèmes. Son premier ouvrage de poésie, intitulé Just Give Me a Cool Drink of Water 'fore I Diiie, est publié en 1971 et devient rapidement un best-seller, nommé pour le Prix Pulitzer de la poésie. La plupart des poèmes de ce recueil sont tirés des chansons interprétées et enregistrées par l'auteure, durant sa période de cabarettiste.
En 1993, Maya Angelou déclame son poème le plus célèbre, On the Pulse of Morning, lors de l'investiture du président Bill Clinton. En 1994, son éditeur Random House place cet ouvrage poétique, ainsi que les quatre volumes suivants, dans la publication The Complete Collected Poems of Maya Angelou. Random House publie également plusieurs de ses autres recueils de poésie, ainsi que des poèmes isolés autonomes. Un an plus tard, en 1995, elle crée ce que Richard Long appelle son « second "public" poem » (« second poème public »), titré A Brave and Startling Truth, qui commémore le cinquantième anniversaire de l'Organisation des Nations Unies. La même année, elle est choisie pour réciter un de ses poèmes dans le cadre de la Million Man March, une manifestation organisée par plusieurs mouvements afro-américains le 16 octobre 1995.
À l'âge de quatre-vingt ans, au moment de l'accession de Barack Obama à la présidence américaine, elle déclare : « I’m sure Mr. Obama, president-elect, will have them bring his own poet. I was somebody else’s poet » (« Je suis sûre que M. Obama, le président élu, fera venir son propre poète. J'étais la poétesse de quelqu'un d'autre »). Après avoir soutenu la candidature d'Hillary Clinton jusqu'à son retrait, l'écrivaine apporte ensuite son soutien à Barack et Michelle Obama. En parlant de lui, elle affirme qu'il a « a clear and clean wind, a breeze. … There is some poetry in him, yes » (« un vent clair et net, une brise. ... Il y a un peu de poésie en lui, oui »).
Elle est la première femme afro-américaine et poétesse vivante sélectionnée par Sterling Publishing, qui place vingt-cinq de ses poèmes dans un volume de leur série Poetry for Young People, en 2004. En 2009, Maya Angelou écrit We Had Him, un poème qui parle de Michael Jackson, lu par Queen Latifah lors des funérailles du chanteur. Elle écrit également His Day is Done, un poème en l'honneur de Nelson Mandela, juste après la mort de celui-ci en 2013. Ce poème est publié par le Département d'État des États-Unis sous forme de livre, comprenant une vidéo de Maya Angelou le récitant .

## Thèmes

### Thèmes généraux
La plupart de ses écrits, autobiographiques et poétiques, reprennent souvent les thématiques qui lui sont chères, telles que l'amour, la douleur de la perte, la musique, les discriminations et le racisme, ainsi que la lutte politique,. Beaucoup de ses poèmes parlent d'amour, de relations amoureuses et de difficultés à surmonter les inévitables déceptions qui en découlent. Si les métaphores contenues dans sa poésie servent de codage — voire de litotes significatives, comprises par les personnes afro-américaines — les thèmes et sujets qu'elle développe s'appliquent de façon universelle.
Selon Yasmin Y. Degout, il est difficile de classer les textes poétiques de Maya Angelou à l'intérieur de catégories thématique ou techniques préétablies. Dans ses recueils, Maya Angelou choisit d'associer certains de ses poèmes afin de renforcer ses thèmes de prédilection, comme dans le second volume de son œuvre poétique publié en 1975, titré Oh Pray My Wings Are Gonna Fit Me Well. Dans cet ouvrage, de nombreux poèmes sont structurés sur la base de métaphores féminines familières, qui reprennent des thèmes universels présents dans les chansons de blues et le dialecte afro-américain. Ses poèmes comprennent également de nombreuses rimes et répétitions, procédé que le critique Lyman B. Hagen décrit comme « rather ordinary and unimaginative » (« plutôt ordinaire et sans imagination »), bien qu'on ne le trouve que dans sept des trente-huit poèmes de son premier volume, Just Give Me a Cool Drink of Water 'fore I Diiie.

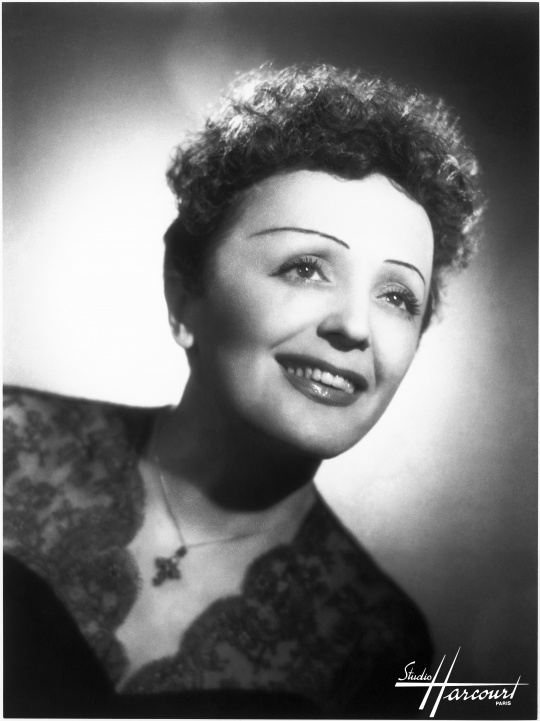
Edith Piaf, en 1950

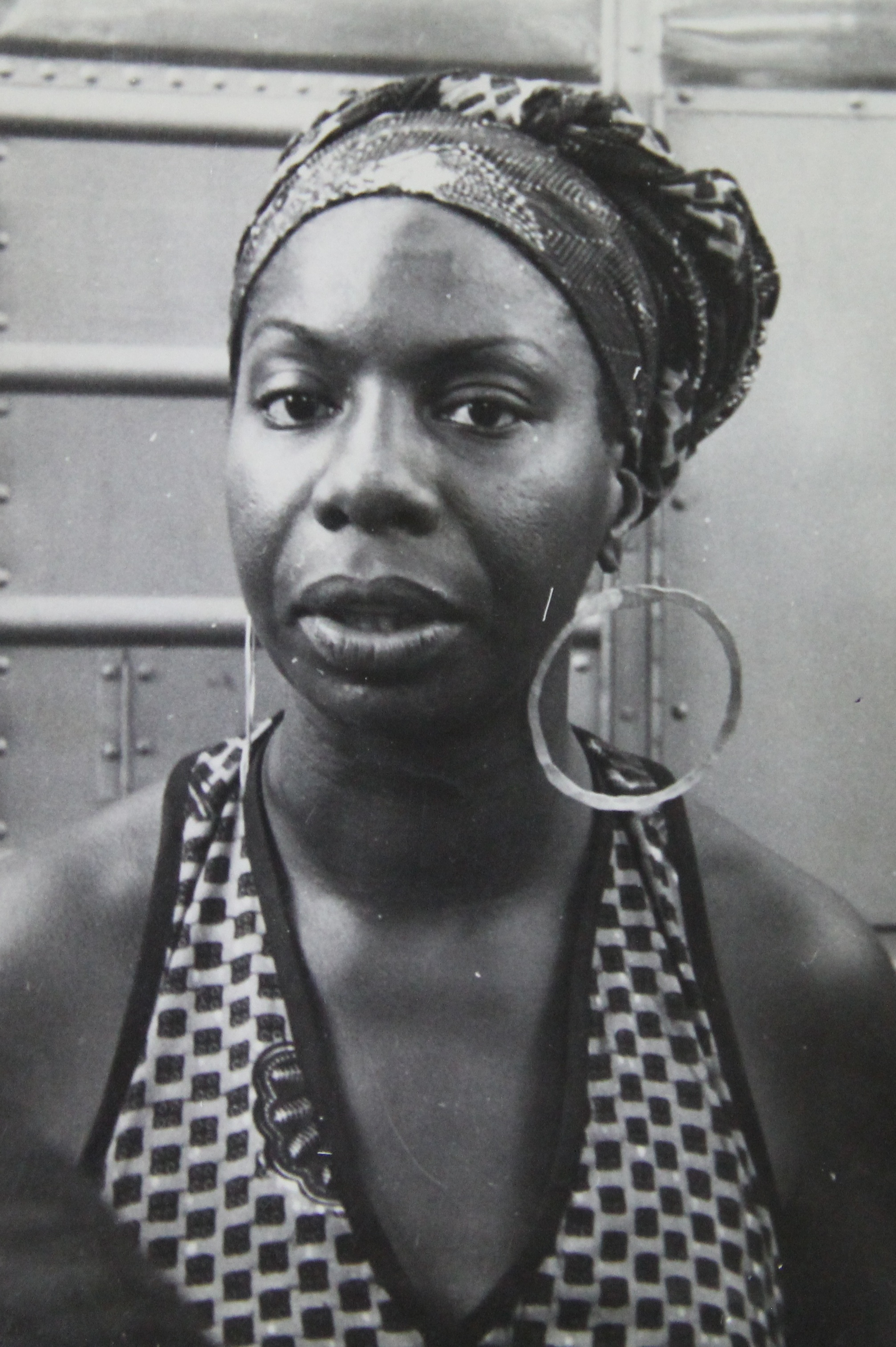
Nina Simones, en 1969

La poésie de Maya Angelou est souvent comparée à de la musique et aux formes musicales. Les poèmes présents dans le quatrième volume de son œuvre poétique, publié en 1983 et intitulé Shaker, Why Don't You Sing ?, évoquent les textes chantés par Édith Piaf. Selon John Alfred Avant, de nombreux poèmes écrit par Maya Angelou pourraient être mis en musique, à l'instar de ceux de la chanteuse et musicienne de jazz Nina Simone. Par exemple, le poème They Went Home est, à l'origine, écrit sous forme de paroles de chansons. Pour Janet Blundell, les meilleurs poèmes de Maya Angelou sont ceux structurés comme de la musique blues. Le critique Harold Bloom compare le poème Times-Square-Shoeshine-Composition, publié dans Just Give Me a Cool Drink of Water 'fore I Diiie, à la poésie blues/protest engagée de Langston Hughes. Il affirme que la meilleure façon d'analyser le style, les thèmes et l'utilisation de la langue vernaculaire dans ce poème — ainsi que dans la plupart des poèmes de l'auteure —, est d'utiliser « a blues-based model » (« un modèle basé sur le blues ») puisque comme les chanteurs de blues, Maya Angelou utilise le rire et la dérision, plutôt que les pleurs, pour faire face à la colère, la tristesse et la souffrance. Dans sa critique du troisième volume, titré And Still I Rise et publié en 1978 dans Library Journal, Janet Blundell affirme que si les poèmes proposés dans ce recueil imitent les modèles de discours et de chansons les plus efficaces, les autres poèmes semblent « mired in hackneyed metaphor and forced rhyme » (« embourbés dans une métaphore éculée et une rime forcée »).

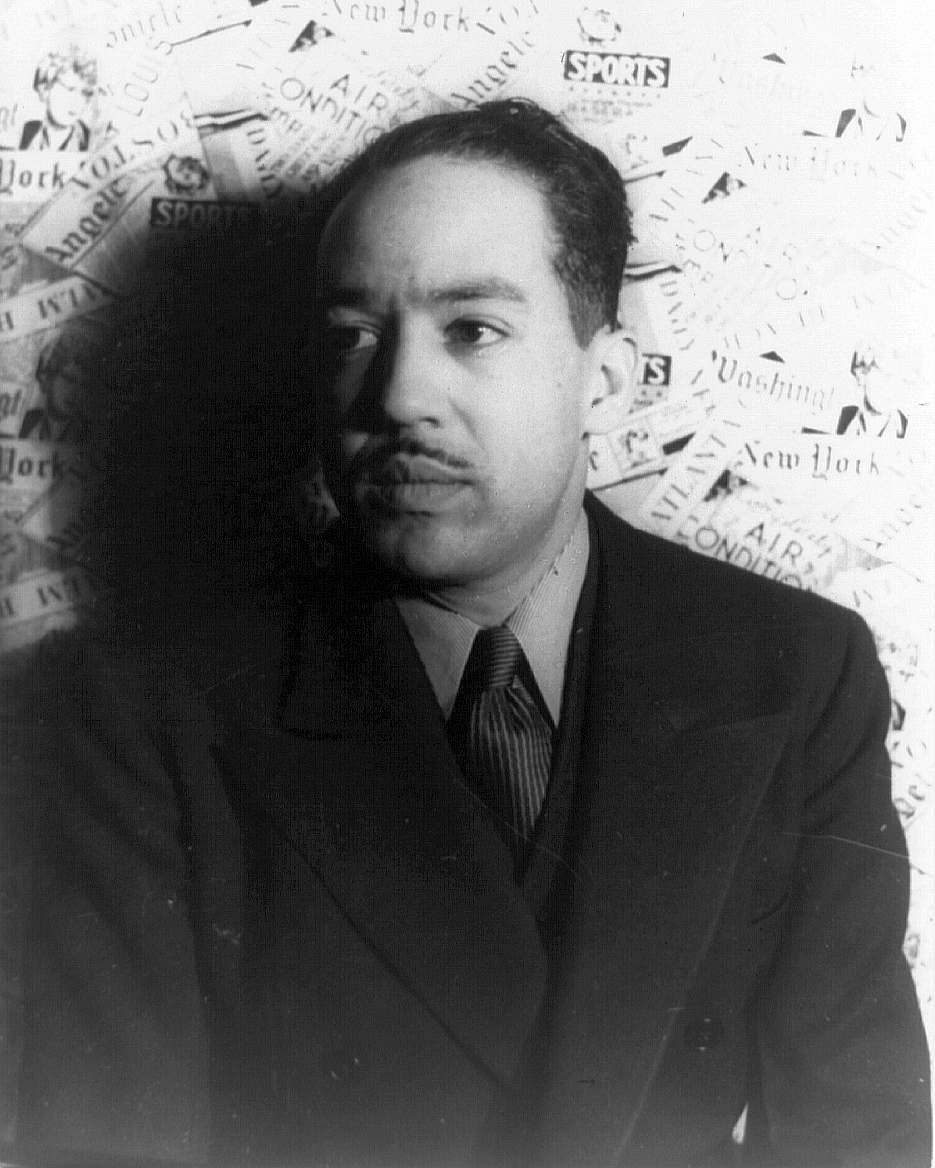
Langston Hughes

De nombreux poèmes écrits par Maya Angelou parlent d'amour et de relations amoureuses. Notamment tous les poèmes de la première partie de Just Give Me a Cool Drink of Water 'fore I Diiie, qui se concentrent sur les sentiments amoureux. Dans l'ouvrage critique Southern Women Writers, Carol A. Neubauer déclare que ces textes « describe the whole gamut of love, from the first moment of passionate discovery to the first suspicion of painful loss » (« décrivent toute la gamme de l'amour, du premier moment de découverte passionnée au premier soupçon de perte douloureuse »). Plus de la moitié des poèmes de Shaker, Why Don't You Sing ? se concentrent également sur l'amour, en particulier sur sa perte et l'échec inévitable des relations amoureuses.
Le critique William Sylvester déclare que les métaphores de la poésie d'Angelou servent de codage, ou litotes, renfermant des significations comprises par d'autres personnes afro-américaines. Il cite en exemple les dernières lignes du poème Sepia Fashion Show, publié dans Just Give Me a Cool Drink of Water 'fore I Diiie : « I'd remind them please, look at those knees / You got a Miss Ann's scrubbing » (« Je leur rappelle s'il vous plaît, regardez ces genoux / vous avez un gommage de Miss Ann »). Ce passage est une référence à la période de l'esclavage, quand les femmes noires devaient montrer leurs genoux pour prouver à quel point elles avaient effectué les corvées de nettoyage. William Sylvester ajoute que Maya Angelou utilise souvent cette technique dans sa poésie, afin d'influencer les émotions du lecteur, passant de l'humour à la colère dans cet exemple. Ce même procédé est utilisé dans le poème Letter to an Aspiring Junkie, également publié dans Just Give Me a Cool Drink of Water 'fore I Diiie, avec cette phrase répété dont l'euphémisme « nothing happens » (« rien ne se passe ») est une litote qui renvoie à la prévalence de la violence dans la société. Lyman B. Hagen qualifie de « signifying » (« signifiant ») ce codage proposé par Maya Angelou et affirme que « a knowledge of black linguistic regionalisms and folklore enhances the appreciation of Angelou's poems » (« une connaissance des régionalismes linguistiques noirs et du folklore améliore l'appréciation des poèmes d'Angelou »). Cependant pour Lyman B. Hagen les thèmes et les sujets présents dans ces poèmes sont suffisamment universels pour que tous les lecteurs les comprennent et les apprécient. Yasmine Y. Degout explique que Maya Angelou donne du sens à travers l'imagerie littéraire, la densité de son vocabulaire et des techniques poétiques telles que la catachrèse, l'ambiguïté et l'anthropomorphisme. Son utilisation du langage libèrent ses lecteurs de leurs perceptions et croyances traditionnelles relatives à l'expérience humaine. Angelou utilise un langage « de tous les jours », la langue vernaculaire afro-américaine, ainsi que la musique qui lui est rattachée, mais aussi des techniques rhétoriques, telles qu'un langage familier parfois choquant, des jurons et des sujets traditionnellement tabous. Bien que cette utilisation du langage ne soit pas la principale technique utilisée, elle est présente dans ses poèmes les plus populaires.

### Racisme et émancipation
À l'instar de ce qu'elle écrit dans ses autobiographies, Maya Angelou ne parle pas uniquement pour elle-même, mais pour l'ensemble de ses semblables, femmes et personnes racisées. Ses poèmes reprennent les thèmes de la contestation pacifique et de la survie, en insufflant de l'espoir grâce à la dérision et l'humour,. Si une partie de ses textes sont introspectifs, en particulier ceux de Just Give Me a Cool Drink of Water 'fore I Diiie et Oh Pray My Wings Are Gonna Fit Me Well, les thèmes du racisme et de l'émancipation sont toujours présents. Selon Yasmin Y. Degout, « a particular gift of the Angelou muse is the translation of personal experience into political discourse » (« un don particulier de la muse Angelou est la traduction de l'expérience personnelle en discours politique »). La chercheuse Kathy M. Essick définit la plupart des poèmes rassemblés dans Just Give Me a Cool Drink of Water 'fore I Diiie comme des « protest poems » (« poèmes de protestation »). Le ton militant des poèmes de la deuxième partie de ce recueil ont, selon Lyman B. Hagen, « more bite » (« plus de mordant ») que ceux de la partie précédente, et expriment l'expérience d'être Noir dans un monde dominé par les Blancs. Yasmin Y. Degout tempère cependant cet avis car, pour elle, la première partie comprend différents niveaux de sens et présente avec subtilité les thèmes du racisme, du pouvoir des femmes et de l'émancipation. Elle prend pour exemple le poème A Zorro Man, pour démontrer la capacité de Maya Angelou à traduire son expérience personnelle en un discours politique et d'émancipation, qu'elle place dans tous ses textes poétiques. Nombre de ses poèmes, en particulier ceux rassemblés dans Just Give Me a Cool Drink of Water 'fore I Diiie, se concentrent sur les expériences sexuelles et romantiques vécues par les femmes, tout en remettant en question les codes du genre de la poésie écrite durant les époques précédentes. L'auteure remet également en question les thèmes et les messages militaristes, centrés sur les hommes, habituellement employés dans la poésie du mouvement des Arts noirs, de la fin des années 1960 et du début des années 1970. Yasmin Y. Degout cite le poème The Couple, publié dans Oh Pray My Wings Are Gonna Fit Me Well, comme un autre exemple de stratégie consistant à combiner idéologie de l'émancipation et techniques poétiques.

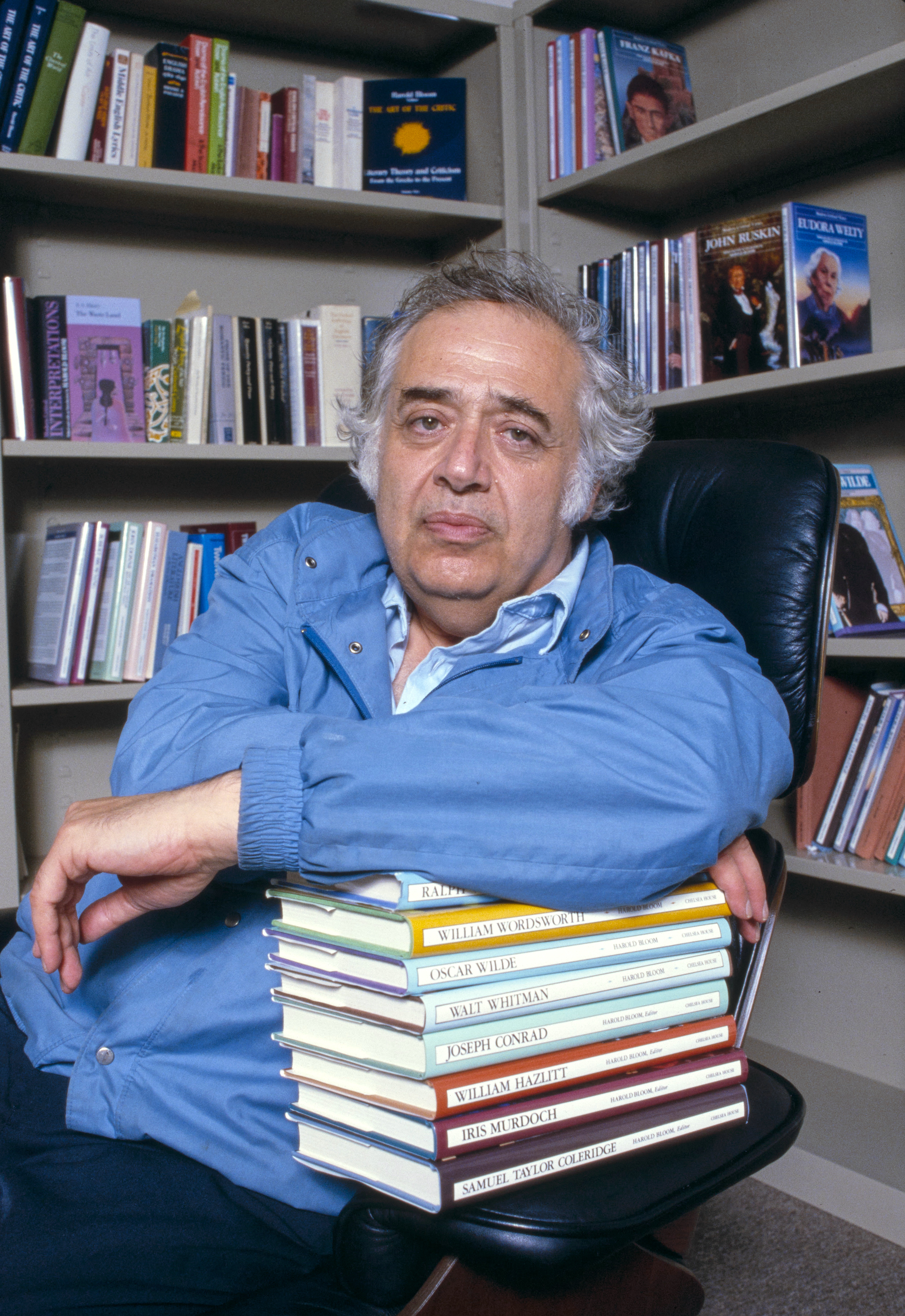
Harold Bloom, en 1986

Selon le critique littéraire Harold Bloom, les thèmes de la poésie de Maya Angelou sont liés à la vie courante de la population afro-américaine. Certains écrits célèbrent les personnes qui survivent et réussissent à triompher malgré le racisme, les difficultés et les défis. Carol E. Neubauer déclare que Maya Angelou consacre son œuvre poétique à la vie des Afro-américains, de l'époque de l'esclavage aux années 1960, et que ses thèmes « deal broadly with the painful anguish suffered by blacks forced into submission, with guilt over accepting too much, and with protest and basic survival » (« traitent globalement de l'angoisse douloureuse subie par les Noirs contraints à la soumission, de la culpabilité d'avoir trop accepté, de la rébellion et de la survie »).

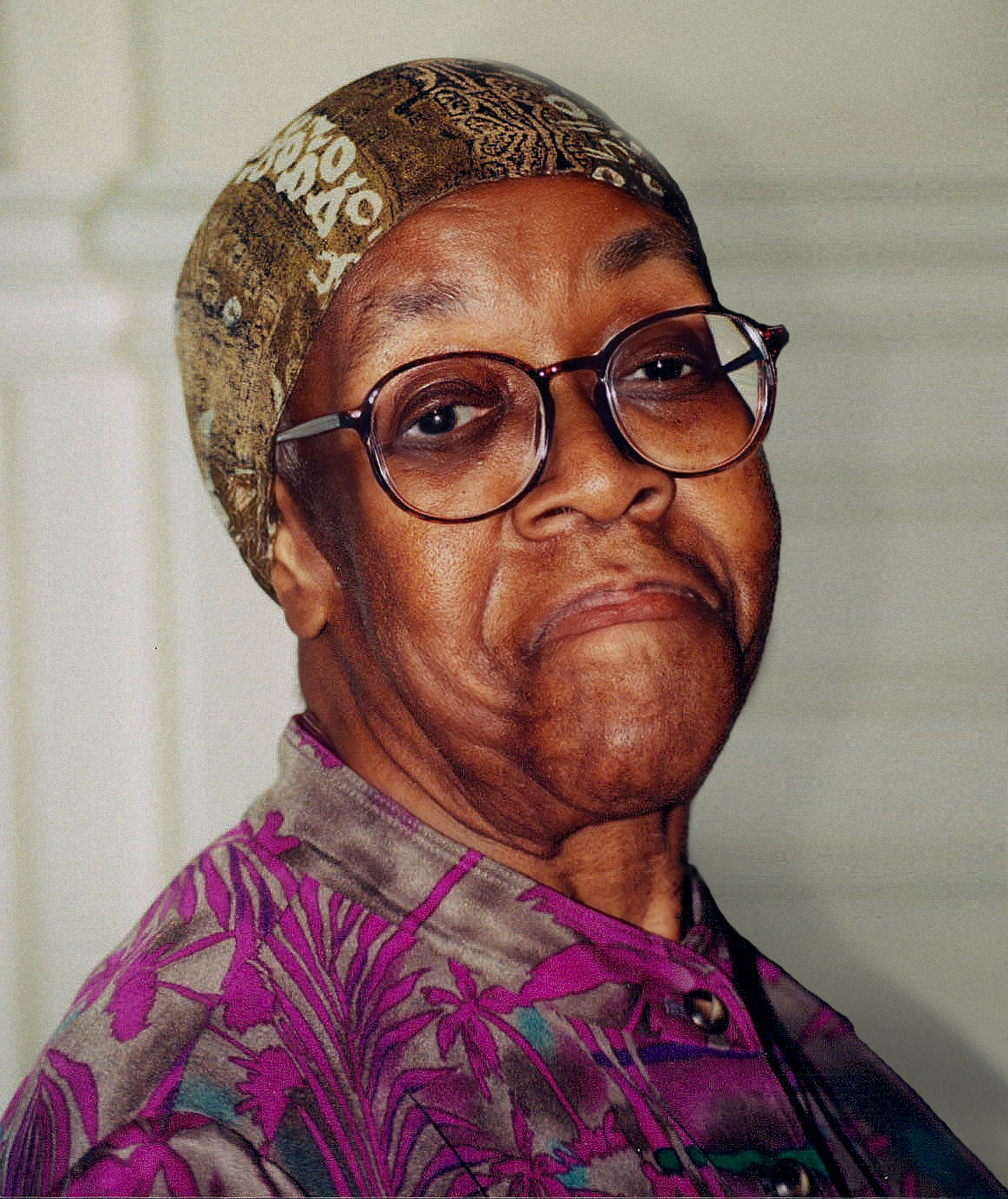
Gwendolyn Brooks, en 2001.

Le critique Robert B. Stepto explique que le poème One More Round, publié dans And Still I Rise, est fortement influencé par les work songs et protest songs du passé. Les strophes paires de ce poème qui en compte huit, créent un refrain comme ceux que l'on trouve dans ce type de chants. Il est impressionné par la création d'une nouvelle forme d'art basée sur ce format, mais déplore que l'auteure ne développe pas suffisamment ce procédé. Il place l'œuvre de Maya Angelou dans la tradition des autres poètes noirs et compare le contenu de And Still I Rise aux œuvres de Langston Hughes, Gwendolyn Brooks et Sterling Brown. Le critique loue également l'auteure pour avoir emprunté « various folk rhythms and forms and thereby buttresses her poems by evoking aspects of a culture's written and unwritten heritage » (« divers rythmes et formes folkloriques et renforcé ainsi ses poèmes en évoquant des aspects du patrimoine écrit et non écrit d'une culture »). Ainsi, Maya Angelou s'inscrit dans une contestation anti-raciste affirmée, présente dans tous ses écrits, que Lyman B. Hagen propose également comme thème récurrent, défendant le fait que « we are more alike than unalike » (« nous sommes plus semblables que différents »).

### Engagement
Lié au thème du racisme, le travail de Maya Angelou aborde également la lutte politique et les difficultés vécues par les personnes racisées. Carole E. Neubauer analyse Times-Square-Shoeshine-Composition et Harlem Hopscotch, deux poèmes publiés dans Just Give Me a Cool Drink of Water 'fore I Diiie qui affirment que les « conditions must improve for the black race » (« les conditions doivent s'améliorer pour la race noire »). La chercheuse déclare que « both [poems] ring with a lively, invincible beat that carries defeated figures into at least momentary triumph » (« les deux [poèmes] résonnent d'un rythme vif et invincible qui porte les figures vaincues vers un triomphe au moins momentané »). Le narrateur du poème Times-Square-Shoeshine-Composition, un cireur de chaussures, joue le rôle du filou, un personnage commun du folklore afro-américain, qui conserve sa fierté malgré l'humiliation qu'il éprouve en exerçant son métier. Harlem Hopscotch célèbre la survie, la force, la résilience et l'énergie nécessaires pour s'accomplir. Carole E. Neubauer affirme que « these poems are the poet's own defense against the incredible odds in the game of life » (« ces poèmes sont la propre défense du poète contre les probabilités incroyables du jeu de la vie »).
Selon Yasmine Y. DeGout, Angelou crée une « community of healing » (« communauté de guérison ») pour ses lecteurs, dont beaucoup vivent le même traumatisme et la même douleur que ceux présents ses poèmes. Yasmine Y. DeGout appelle cette technique la « part of the blues mode in the Angelou canon » (« partie du mode blues dans le canon d'Angelou ») et considère le travail de la poétesse comme précurseur de celui des écrivaines noires des années 1970, qui utilisent la poésie pour exprimer l'idéologie de la libération et l'autonomisation. Carole E. Neubauer affirme que les thématiques présentes dans les poèmes du recueil And Still I Rise se concentrent, comme le suggère le titre du volume, sur une détermination à surmonter les difficultés et le découragement, emplie d'espoir. Pour la chercheuse « these poems are inspired and spoken by a confident voice of strength that recognizes its own power and will no longer be pushed into passivity » (« ces poèmes sont inspirés et prononcés par une voix confiante, de force qui reconnaît son propre pouvoir et ne sera plus poussée à la passivité »). Still I Rise, le poème préféré de Maya Angelou, est comparé à des chants spirituels qui expriment l'espoir et font référence à l'esprit indomptable des Noirs. Malgré l'adversité et le racisme, l'auteure exprime sa foi de vaincre et triompher. À l'instar de ses précédents recueils, le quatrième volume de poésie publié, intitulé Shaker, Why Don't You Sing ?, célèbre la capacité de survivre malgré une liberté toujours menacée, l'amour perdu et les rêves vaincus. Carole E. Neubauer explique que les poèmes de ce recueil sont remplis du contrôle et de la confiance désormais devenus caractéristiques du travail de Maya Angelou. À travers l'humour et la satire, ces textes évoquent la force, la solitude des amoureux et les sacrifices que de nombreux esclaves ont enduré sans succomber au désespoir. Ces poèmes mettent l'accent sur la détermination malgré une « unabiding anguish over the oppression of the black race » (« angoisse permanente face à l'oppression de la race noire »), et rappellent le traitement cruel des esclaves dans le Sud des États-Unis.

## Réception critique
De nombreux critiques considèrent que les récits autobiographiques de Maya Angelou sont plus importants que sa poésie, y compris William Sylvester, qui déclare que bien que les livres de Maya Angelou soient des best-sellers, sa poésie n'est pas perçue aussi sérieusement que sa prose,. Malgré le succès populaire et critique recueilli par ses récits autobiographiques, sa poésie reste sous-étudiée, même après qu'elle a déclamé publiquement On the Pulse of Morning, en 1993.
Dans sa critique de And Still I Rise, rédigé pour le School Library Journal, Ellen Lippmann trouve que la prose de Maya Angelou est plus forte que sa poésie mais que la force de l'auteure est plus apparente dans les poèmes de ce volume que dans I Know Why the Caged Bird Sings.

Dans une critique négative de And Still I Rise, Robert B. Stepto reste incrédule devant le fait que les poèmes de Maya Angelou sont produits par une grande maison d'édition, alors même que la poésie écrite par d'autres talents moins connus ne le sont pas. Il justifie la popularité de ses textes poétiques par la renommée de ses autobiographies, qu'il qualifie de marvelous (« merveilleuse ») et déclare que sa poésie sert de textes explicatifs pour ses œuvres en prose, qu'il appelle more adeptly rendered self-portraits (« des autoportraits habilement rendus »). Malgré ces critiques, de nombreux lecteurs de Maya Angelou l'identifient d'abord comme une poétesse et ensuite comme une autobiographe. La critique Elsie B. Washington la surnomme The Black woman's poet laureate (« La poétesse officielle de la Femme noire ») et qualifie sa poésie d'Anthems of African American (« hymnes des Afro-Américains »). La spécialiste de la littérature afro-américaine Lynn Z. Bloom pense que la poésie de Maya Angelou est plus intéressante lorsqu'elle les récite. Elle considère que ses performances sont dynamiques et dit que l'auteure moves exuberantly, vigorously to reinforce the rhythms of the lines, the tone of the words. Her singing and dancing and electrifying stage presence transcend the predictable words and phrases (« se déplace avec exubérance et vigueur pour renforcer les rythmes des lignes, le ton des mots. Son chant, sa danse et sa présence électrisante sur scène transcendent les mots et les phrases prévisibles »).

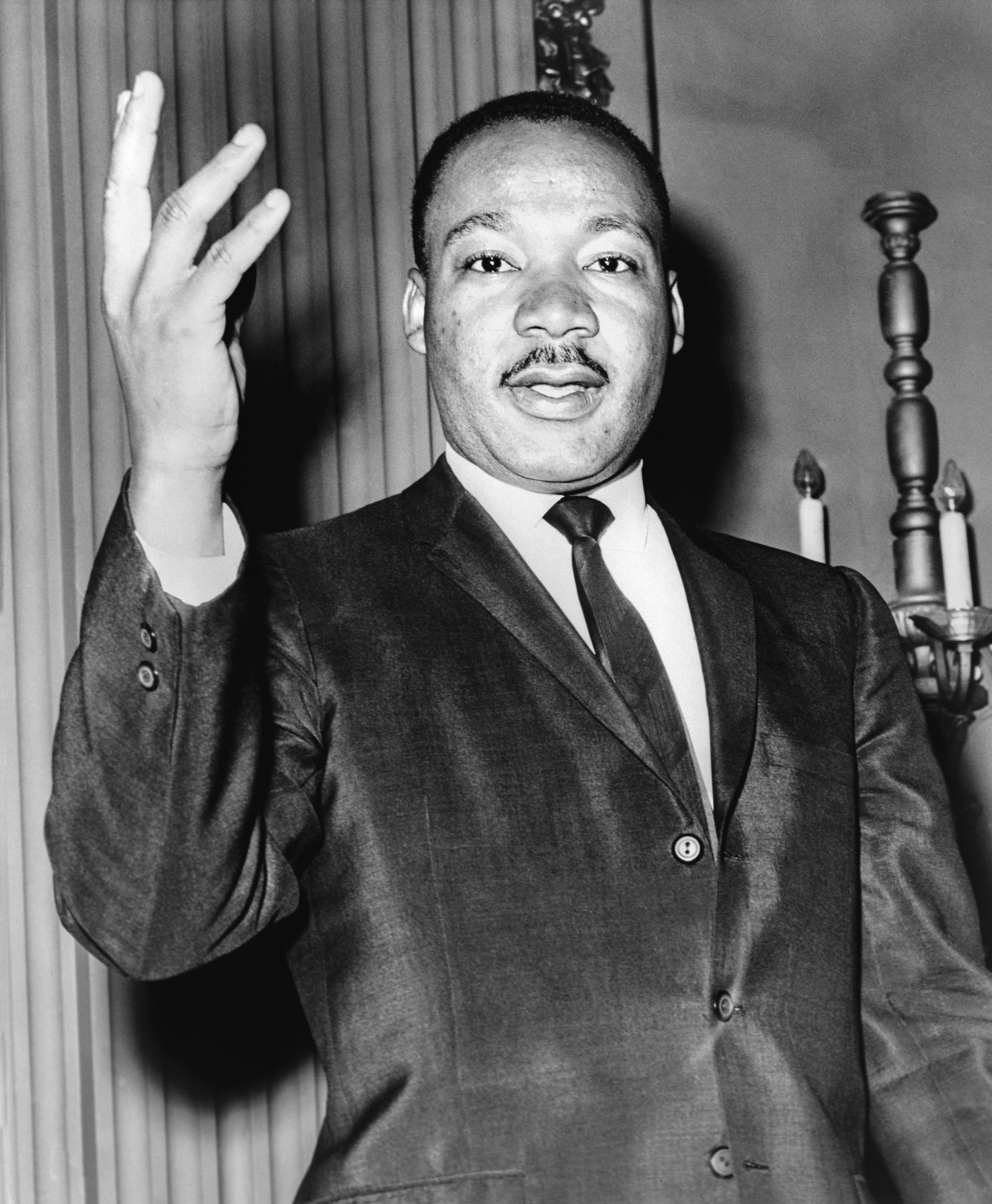
Martin Luther King

La critique Mary Jane Lupton déclare que sa plus grande gloire sera attribuée à son poème le plus connu, On the Pulse of Morning, et que l'interprétation « théâtrale » de l'auteure lorsqu'elle l'a récité en 1993 pour l'investiture de Bill Clinton fait appel à ses compétences acquises en tant qu'actrice et oratrice, marquant un retour à la tradition orale afro-américaine comme Frederick Douglass, Martin Luther King Jr. et Malcolm X. Angelou est la première auteure de poésie, femme et noire, à lire un poème inaugural depuis Robert Frost à l'occasion de l'investiture de John F. Kennedy en 1961. Sa prestation permet d'accroitre sa notoriété, ainsi que la reconnaissance de ses précédentes œuvres, et d'élargir son audience au-delà des frontières raciales, économiques et éducatives.
Pour Marcia Ann Gillespie, les poèmes de Maya Angelou « reflect the richness and subtlety of Black speech and sensibilities (« reflètent la richesse et la subtilité du discours, ainsi que de la sensibilité des Noirs » ») et sont destinés à être lus à haute voix. L'auteure soutient cette proposition de Marcia Ann Gillespie, racontant en 1983 qu'elle écrit de la poésie pour qu'elle soit lue à haute voix. Le critique Harold Bloom qualifie la poésie de Maya Angelou de poésie populaire et déclare qu'elle « makes no formal or cognitive demands upon the reader » (« n'impose aucune exigence formelle ou cognitive à l'intention du lecteur ») et compare ses poèmes à des formes musicales, telles que la musique country et les ballades. Il caractérise son travail poétique comme ayant une fonction sociale plutôt qu'esthétique, particularly in an era totally dominated by visual media (« en particulier à une époque totalement dominée par les médias visuels »).
William Sylvester dit de Maya Angelou qu'elle a « an uncanny ability to capture the sound of a voice on a page » (« une étonnante capacité à capturer le son d'une voix sur une page ») et place ses poèmes, en particulier ceux de Just Give Me a Cool Drink of Water 'fore I Diiie, en « background of black rhythms » (« fond de rythmes noirs »). Chad Walsh, analyse Just Give Me a Cool Drink of Water 'fore I Diiie dans Book World et qualifie les poèmes de Maya Angelou de « a moving blend of lyricism and harsh social observation » (« un mélange émouvant de lyrisme et de sévère observation sociale »). Jessica Letkemann, dans un article pour Billboard, attribue les qualités musicales des poèmes de Maya Angelou à son expérience en tant que chanteuse et musicienne et les déclare « full of rhythm, melody, cadence buoying her powerful words » (« plein de rythme, de mélodie et de cadence qui soutiennent ses mots puissants »).
L'universitaire Zofia Burr qualifie la poésie de Maya Angelou de « unabashedly public in its ambitions (« d'ambitions publiques non dissimulées ») et relie le manque d'éloges envers la poétesse à la nature publique de plusieurs de ses poèmes, à son succès populaire, ainsi qu'aux préférences des critiques pour la poésie écrite plutôt qu'orale. Harold Bloom acquiesce et déclare que la reconnaissance de l’œuvre poétique de Maya Angelou est publique et populaire, plutôt que critique. De son côté, dans sa critique de Oh Pray My Wings Are Gonna Fit Me Well, James Finn Cotter parle d'un « unfortunate example of the dangers of success » (« exemple malheureux des dangers du succès ») et déclare que la renommée de Maya Angelou a « muted the private and personal quality that it takes to be essential to poetry » (« a atténué la qualité privée et personnelle qu'il considère comme essentielle à la poésie. ») ». De plus, malgré le fait que le volume soit nommé pour un prix Pulitzer, le critique John Alfred Avant, déclare que Just Give Me a Cool Drink of Water 'fore I Diiie « isn't accomplished, not by any means » (« n'est en aucun cas accompli »).
Les critiques qui privilégient la poésie en tant que tradition orale dévalorisent également l'œuvre poétique de Maya Angelou. À l'instar du critique Bryan D. Bourn qui, s'il la loue pour son utilisation de la tradition orale africaine, déclare qu'elle « slips into banality when she abandons them » (« glisse dans la banalité quand elle les abandonne ») et lui reproche de ne pas tenir compte des critiques spécialistes de poésie. La chercheuse Joanne Braxton explique à ce sujet : « Angelou's audience, composed largely of women and blacks, isn't really affected by what white and/or male critics of the dominant literary tradition have to say about her work. This audience does not read literary critics; it does read Maya Angelou » (« Le public d'Angelou, composé en grande partie de femmes et de Noirs, n'est pas vraiment affecté par ce que les critiques blancs et/ou masculins de la tradition littéraire dominante ont à dire sur son travail. Ce public ne lit pas les critiques littéraires ; il lit Maya Angelou »). Zofia Burr condamne ces critiques, dénonçant une vision étroite de la poésie de Maya Angelou, qui entraîne une perception négative de son travail et ne prend pas en compte les objectifs plus larges de l'auteure dans sa volonté d'être représentative plutôt qu'individualiste.

## Source d'inspiration
Maya Angelou est une source d'inspiration pour la communauté hip-hop. Les artistes Danny Brown, Lupe Fiasco, Jean Grae et The Roots la mentionnent dans leurs chansons.

Des poèmes de Maya Angelou sont cités dans le film Poetic Justice, réalisé par John Singleton, en 1993. Quelques années plus tard Tupac Shakur, qui joue dans ce film, intitule ce qui sera son dernier album Still I Rise d'après le poème de Maya Angelou. L'album sort en 1999, juste après le décès du rappeur.

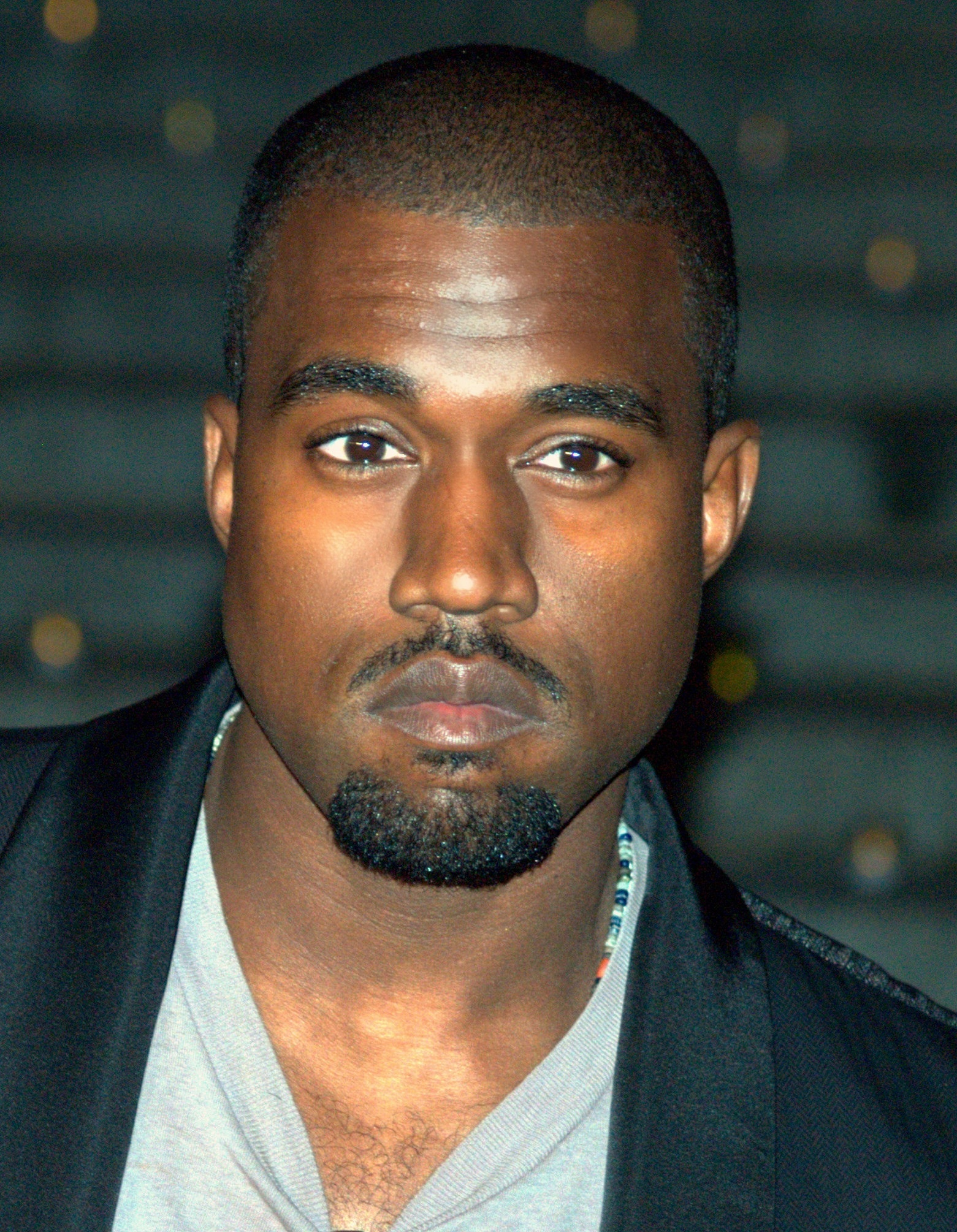
Kanye West, en 2009

Dix ans plus tard, en 2009, Nicki Minaj écrit une chanson aussi intitulée Still I Rise, enregistrée sur sa mixtape Beam Me Up Scotty. Bien que cette version ne mentionne pas explicitement Maya Angelou, les thèmes traités font écho à ceux du poème initial.
Maya Angelou inspire également le travail de Kanye West, qui la mentionne souvent durant sa carrière, notamment dans le remix de Get By, repris par Talib Kweli en 2002 et produit par Kanye West, ainsi que dans Hey Mama, présent sur l'album Late Enregistrement, produit en 2005.
En 2011, Common collabore avec Maya Angelou dans The Dreamer, qui la met en scène en train de réciter un poème à la fin du morceau. Maya Angelou admet plus tard que l'utilisation de blasphèmes l'a surprise et déçue. Selon le Time, le rap est, pour elle, un moyen permettant aux jeunes de découvrir la poésie. Optimiste quant à l'avenir, elle affirme « All I have to do is listen to hip-hop or some of the rappers! » (« Tout ce que j'ai à faire c'est d'écouter du hip-hop ou des rappeurs ! »).

## Publications: Œuvre poétique

### Recueils de poésie
- (en) Maya Angelou, Just Give Me a Cool Drink of Water 'fore I Diiie, New-York, USA, Random House, 12 août 1971, 48 p. (ISBN 978-0-394-47142-6, OCLC 160599)
- (en) Maya Angelou, Oh Pray My Wings Are Gonna Fit Me Well, New-York, USA, Random House, 1975, 66 p. (ISBN 978-0679457077)
- (en) Maya Angelou, And Still I Rise, New-York, USA, Random House, 1978 (ISBN 978-0394502526)
- (en) Maya Angelou, Shaker, Why Don't You Sing?, New-York, USA, Random House, Inc., 1983 (ISBN 978-0394521442)
- (en) Maya Angelou, Poems, New-York, Random House, 1986 (ISBN 0-553-25576-2)
- (en) Maya Angelou, Now Sheba Sings the Song, New-York, USA, Plum Books, 1986 (ISBN 0-452-27143-6)
- (en) Maya Angelou, I Shall Not Be Moved, New-York, USA, Bantam Books, 1990 (ISBN 0553354582)
- (en) Maya Angelou, The Complete Collected Poems of Maya Angelou, New-York, USA, Random House, 1994 (ISBN 0-679-42895-X)
- (en) Maya Angelou, Phenomenal Woman: Four Poems Celebrating Women, New-York, USA, Random House, 1995 (ISBN 0-679-43924-2)
- (en) Maya Angelou, Poetry for Young People, Berkshire, UK, Sterling Book, 2007 (ISBN 1-4027-2023-8)

### Poèmes
- (en) Maya Angelou, On the Pulse of Morning, New-York, USA, Random House, 1993 (ISBN 0-679-74838-5)
- (en) Maya Angelou, A Brave and Startling Truth, New-York, USA, Random House, 1995 (ISBN 0-679-44904-3)
- (en) Maya Angelou, From a Black Woman to a Black Man, 1995
- (en) Maya Angelou, Amazing Peace, New-York, USA, Random House, 2005 (ISBN 1-4000-6558-5)
- (en) Maya Angelou, Mother: A Cradle to Hold Me, New-York, USA, Random House, 2006 (ISBN 1-4000-6601-8)
- (en) Maya Angelou, Celebrations, Rituals of Peace and Prayer, New-York, USA, Random House, 2006 (ISBN 978-0-307-77792-8)
- (en) Maya Angelou, We Had Him, 2009
- (en) Maya Angelou, His Day is Done, 2013

## Ouvrages cités
- (en) Carol E. Neubauer, « Maya Angelou: Self and a Song of Freedom in the Southern Tradition », dans Inge Tonette Bond, Southern Women Writers: The New Generation, Tuscaloosa, Alabama, USA, The University of Alabama Press, 1990 (ISBN 978-0-8173-0470-6), pp. 1-12
- (en) Lyman B. Hagen, Heart of a Woman, Mind of a Writer, and Soul of a Poet: A Critical Analysis of the Writings of Maya Angelou, Lanham, Maryland, USA, University Press, 1997 (ISBN 978-0-7618-0621-9)
- (en) Mary Jane Lupton, Maya Angelou: A Critical Companion, Westport, Connecticut, USA, Greenwood Press, 1998 (ISBN 978-0-313-30325-8)
- (en) Harold Bloom, Maya Angelou, Broomall, Pennsylvania, USA, Chelsea House Publishers, 2001 (ISBN 0-7910-5937-5)
- (en) Zofia Burr, Of Women, Poetry, and Power: Strategies of Address in Dickinson, Miles, Brooks, Lorde, and Angelou, Urbana, Illinois, USA, University of Illinois Press, 2002 (ISBN 978-0-252-02769-7)
- (en) Marcia Ann Gillepsie, Rosa Johnson Butler et Richard A. Long, Maya Angelou: A Glorious Celebration, New-York, USA, Random House, 2008 (ISBN 978-0-385-51108-7)
- (en) Yasmin Y. Degout, « The Poetry of Maya Angelou: Liberation Ideology and Technique », dans Harold Bloom, Bloom's Modern Critical Views—Maya Angelou, New-York, USA, Infobase Publishing, 2009 (ISBN 978-1-60413-177-2), pp. 121-132
- (en) Richard Long, « Maya Angelou », Smithsionan, no 36,‎ 2005, p. 84-85